# Љубав и други злочини
Љубав и други злочини је филм српског редитеља Стефана Арсенијевића из 2008. године. Филм је своју премијеру имао на 58. Међународном филмском фестивалу у Берлину 10. фебруара 2008. године.
Београдска премијера филма је била 17. септембра 2008. године.

## Радња
Нови Београд: бетон, меланхолија и свакодневни живот. Аница, жена у касним тридесетим, незадовољна својим животом, одлучује да украде знатну количину новца и заувијек оде из земље. Филм прати тај њен посљедњи дан, од јутра до вечери.
Она се тихо опрашта са људима, са пријатељима и свима онима који су чинили њен живот, чини ситне освете о којима је маштала, говори оно што је одувијек жељела и поклања ствари које не може са собом да понесе. Она им поклања неке ствари, покушава да среди њихове животе, да им саопшти све што је желела, а није могла. Некима приређује и ситне освете. Кроз тај један дан ми склапамо слику њеног цијелог живота. Све би мање-више ишло по плану да јој тог истог дана, Станислав, младић из краја, десет година млађи од ње, не изјави љубав. И она почиње да се пита - шта ако је то љубав њеног живота?
Пошто то сазна, њихов однос се развија, а она до краја вечери треба да одлучи шта да уради.

## Улоге
| Глумац                 | Улога                |
| ---------------------- | -------------------- |
| Аница Добра            | Аница                |
| Вук Костић             | Станислав            |
| Феђа Стојановић        | Милутин              |
| Милена Дравић          | Мајка                |
| Хана Швамборн          | Ивана                |
| Љубомир Бандовић       | Никола               |
| Ана Марковић           | Радница у соларијуму |
| Душица Жегарац         | Божана               |
| Семка Соколовић-Берток | Аничина бака         |
| Јосиф Татић            | Радован              |
| Анита Манчић           | Николија             |
| Зоран Цвијановић       | Зоран                |
| Игор Первић            | Бивши дечко          |
| Љиљана Стјепановић     | Комшиница            |
| Страхиња Бојовић       | Буца                 |

## Награде
Филм је 2008. године добио награду за најбољи сценарио на Фестивалу филмског сценарија у Врњачкој Бањи.